# Jimdo
Jimdo es una plataforma para crear páginas web y tiendas en línea que cuenta con un propio sistema de gestión de contenido que funciona como un editor WYSIWYG (What You See Is What You Get). Cuenta con un sistema modular para introducir bloques de contenidos y construir la página sin editar en HTML. Jimdo ofrece una versión gratuita, JimdoFree, y dos versiones premium, JimdoPro y JimdoBusiness. En septiembre de 2013, Jimdo lanzó la aplicación para el sistema operativo iOS y, en octubre de 2014, para Android. La sede principal de la compañía se encuentra en Hamburgo, Alemania y cuenta con oficinas en San Francisco y Tokio.
Algunas publicaciones afirman que se trata de «uno de los mejores editores web gratuitos que existen». Se caracteriza por su velocidad y facilidad de uso.

## Qué es Jimdo y cómo funciona
Este servicio gratuito pertenece a la Web 2.0 y permite crear y personalizar en línea páginas web utilizando la tecnología WYSIWYG. Las páginas web son alojadas en los servidores de la empresa (localizados en Estados Unidos, Japón y Alemania) y la dirección URL de los sitios son un sub-dominio de jimdo.com (ej. nombre.jimdo.com). También es posible utilizar un nombre de dominio propio para una página web creada con Jimdo Pro, la versión de pago ($USA 5) que permite un aprovechamiento mejor y herramientas más extendidas para su explotación. También se encuentra el servicio de pago jimdo business, el cual te permite crear dos dominios y 50 Gb de almacenamiento en sus páginas.
La interfaz de Jimdo está basada en un sistema de módulos que se pueden añadir, desplazar y eliminar de forma flexible. De esta manera se pueden insertar textos, imágenes propias o de plataformas externas como Flickr, vídeos de YouTube, widgets y otros elementos. El diseño de la página también se deja personalizar de forma fácil por medio de plantillas predeterminadas o insertando plantillas propias.
Jimdo está disponible en 8 idiomas (español, francés, inglés, alemán, holandés, italiano, japonés, ruso).

## Empresa
La compañía tiene su sede principal en Hamburgo, Alemania. Cuenta con otras dos oficinas subsidiarias en San Francisco y en Tokio. Actualmente, la compañía cuenta con 200 trabajadores.

### Historia

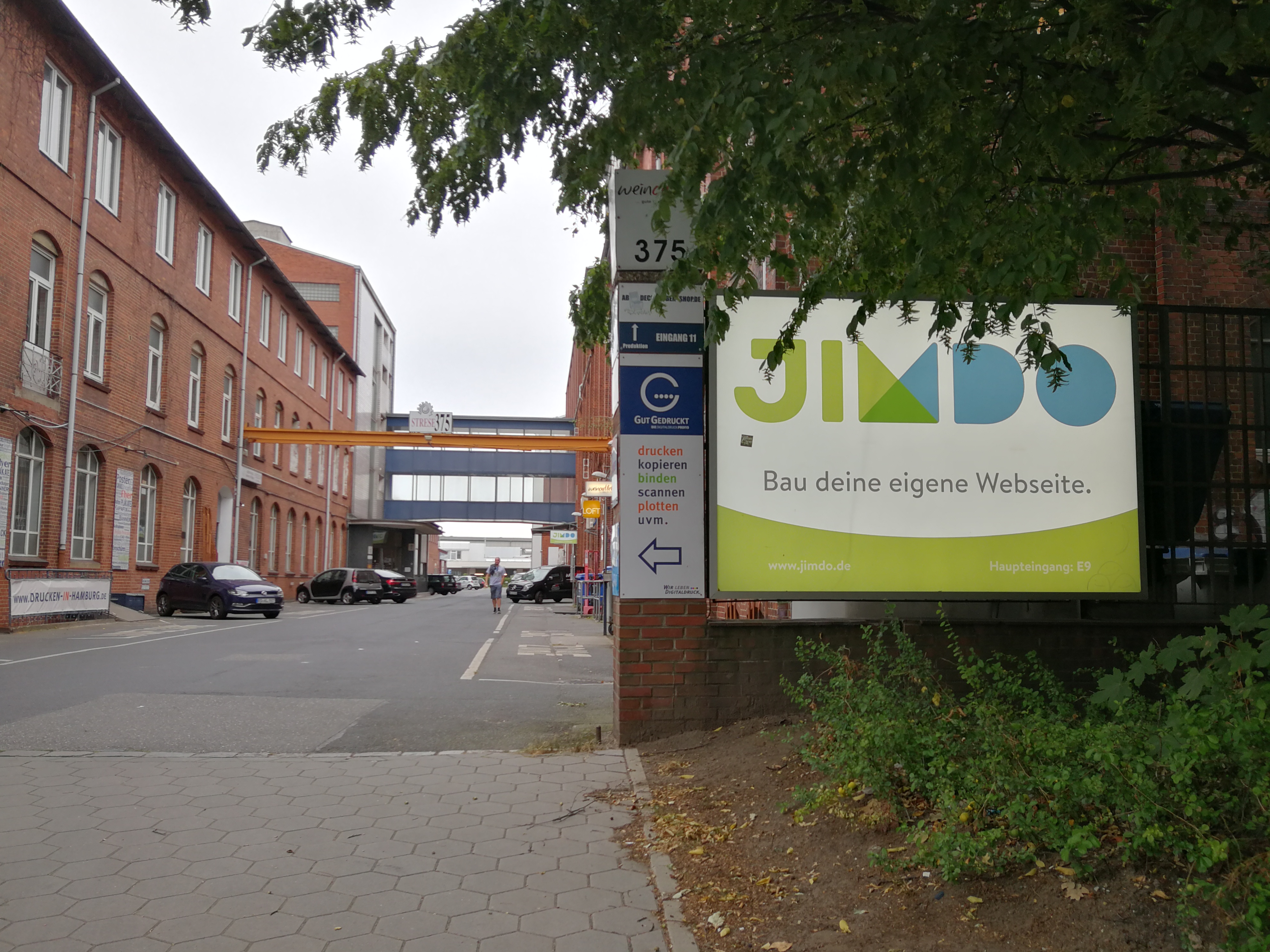
Officina de Jimdo en Hamburgo

La compañía nace en Cuxhaven, ciudad al norte de Alemania. Fridtjof Detzner y Christian Springub comenzaron a diseñar páginas web para clientes y al poco tiempo desarrollaron un sistema para la edición de estas páginas. Matthias Henze se unió al equipo y fundaron Northclick que sería el origen de Jimdo GmbH, fundada el 19 de febrero de 2007. La empresa ha recibido premios nacionales como "Deutschen Gründerpreises 2015"  en la categoría "Aufsteiger" o locales como "Hamburger Gründerpreis 2014".
significa: ganas de vivir.

## Servicios y productos
- JimdoFree
- JimdoPro
- JimdoBusiness:
- App de Jimdo para iOS
- App de Jimdo para Android